# شمال بخش اهافو انو
شمال بخش اهافو انو (به لاتین: Ahafo Ano North District) یک منطقهٔ مسکونی در غنا است که در Tepa, Ghana واقع شده‌است.

## خصوصیات
شمال بخش اهافو انو ۵۹۳ کیلومترمربع مساحت و — نفر جمعیت دارد.